# Einer für Alle, Alle für Einen! Verzeihung, wer ist hier eigentlich der Boß?
Einer für Alle, Alle für Einen! Verzeihung, wer ist hier eigentlich der Boß? (Originaltitel: Tutti uniti! Tutti insieme! Ma scusa quello non è il padrone?) ist ein Theaterstück von Dario Fo, das erstmals 1969 in Buchform erschien und 1971 seine Uraufführung fand.

## Figuren
- Antonia
- Norberto (alias Saxofon)
- Hauptmann (später Major und Oberst)
- 1. Schneiderin
- 2. Schneiderin
- Schneider
- Präfekt
- Signora Burgos
- Gewerkschafter
- Faschist
- 1. Gefangener
- 2. Gefangener
- 3. Gefangener
- Frau des 1. Gefangenen
- Frau des 2. Gefangenen
- Frau des 3. Gefangenen
- Wachtmeister
- Gefängniswärter
- LKW-Fahrer
- Wachsoldaten

## Handlung

### Erster Teil
Eine Gruppe Personen, darunter die schwangere Antonia, werden per LKW nach Milazzo gebracht, wo bereits ein Schiff auf sie wartet. Die Gefangenen fordern, dass sich der Fahrer mehr vorsehen soll, insbesondere aus Rücksicht auf Antonia. Ein Wachmann wiegelt nur ab und bezeichnet sie als „Nutte“.
Die Handlung wechselt ins Jahr 1911. Antonia wird verhaftet, nachdem sie in einer Versammlung radikaler Sozialisten und Anarchisten angetroffen wurde. Ein Hauptmann verhört sie, wobei die junge Frau eher unbedarfte Antworten gibt. So berichtet Antonia von einem Teilnehmer, den sie aufgrund seiner erregenden Stimme „Saxofon“ nennt, da ihr sein richtiger Name unbekannt ist. Der Hauptmann konfrontiert sie mit mehreren Anschuldigen gegen die Oppositionellen, so etwa Plänen zu einem kommunistischen Umsturz und Widerstand gegen die Kolonialpläne in Libyen. Auch Gaetano Bresci, Fiorenzo Bava Beccaris und Ministerpräsident Giovanni Giolitti werden thematisiert. Der Beamte befragt sie schließlich zu Benito Mussolini, der ebenfalls bei der Versammlung sprach. Sie identifiziert ihn im Rahmen einer Gegenüberstellung, wonach der spätere Diktator in einen separaten Raum geführt wird und man ihm zwangsweise Salzwasser einflößt. Derweil wird auch „Saxofon“ aufs Revier gebracht. Dem Hauptmann und dem Wachtmeister gegenüber zeigt der junge Mann, der eigentlich Norberto Santinoro heißt und als Fräser in den FIAT-Werken arbeitet, offen seine kommunistische Überzeugung. Der Hauptmann und der Wachtmeister ergehen sich hingegen in arbeiterfeindlichen Äußerungen.
Nach einem weiteren Zeit- und Ortswechsel ist Antonia an ihrem Arbeitsplatz in einer Schneiderei zu sehen. Hier spricht sie die Kolleginnen auf politischen Themen an. Währenddessen entbrennt auf der Straße eine Antikriegsdemonstration, auf der die Polizei sowie auch Mussolini und seine Anhänger brutal gegen die Linken vorgehen. Norberto flieht in die Schneiderei, wo ihn die Frauen mit einem Kleid tarnen, damit der Schneider ihn nicht erkennt. Dieser freut sich zunächst über die gegen die Demonstranten angewandte Gewalt, ist dann aber entrüstet, als die Angegriffenen sich wehren.

### Zweiter Teil
Antonia befindet sich auf der Gefängnisinsel, wo sie auf die Geburt ihres Kindes wartet und an ihren Mann zurückdenkt.
Nach einem Orts- und Zeitwechsel fährt die Handlung in einem Turiner Gefängnis im Jahr 1917 fort. Antonia besucht Norberto, der im folgenden Dialog jedoch nicht zu sehen oder zu hören ist, sondern dessen Äußerungen durch Saxofonklänge ersetzt werden. Sie ist stolz auf die politischen Aktionen ihres Mannes und wütet gegen die revisionistische Haltung der Partito Socialista Italiano.
In einem kurzen Monolog berichtet Antonia, dass Norberto 1919 aus der Haft entlassen wurde und sie am 29. Oktober 1922 zum Polizeipräsidium ging. Dort fährt die Handlung fort.
Sie trifft auf den ehemaligen Hauptmann, der jetzt den Rang eines Oberst bekleidet. Er möchte sie anfangs nicht einlassen, gibt aber nach, als sie von einem geplanten Sprengstoffanschlag auf das Gebäude berichtet. Im Präsidium findet eine Versammlung statt, an der neben dem Oberst auch der Präfekt, die reiche Unternehmerin Signora Burgos, ein Gewerkschafter und ein Faschist teilnehmen. Durch Antonias Erscheinen und ihre Äußerungen zeigen sich alsbald Differenzen zwischen den Anwesenden. Insbesondere der Faschist verhält sich großspurig und hofft auf einen weiteren Machtzuwachs seiner Bewegung. Der Gewerkschafter äußert sich antikommunistisch, insbesondere über Antonio Gramsci. Das Gespräch kommt auf die Fabrikbesetzungen im Jahr 1920, zu denen die Handlung kurz überwechselt.
Antonia arbeitet in dieser Zeit als Telefgrafistin. Die im Jahr 1922 Versammelten (der Oberst hier noch als Major) hielten bereits damals eine Besprechung ab, die nun gezeigt wird. Sie wüten über die Aktionen der Arbeiter. Antonia berichtet zwischendurch über die Gewerkschaftskonferenz in Mailand, bei der über eine Ausweitung der Fabrikbesetzungen und die Einbeziehung weiterer Gesellschaftsschichten abgestimmt werden soll. Die gemäßigten Vertreter gewinnen jedoch die Oberhand. Antonia stellt fest, dass eine kommunistische Partei nötig ist. Mit den Klängen eines kämpferischen Liedes, das zur Melodie des Andreas-Hofer-Liedes gesungen wird, wechselt die Handlung wieder ins Jahr 1922.
Der Oberst eröffnet, dass laut eines in die Partito Comunista Italiano eingeschleusten Informanten Antonia im Präsidium spionieren möchte. Der vermeintliche Anschlagsplan diente nur ihrer Tarnung. Ein Wachtmeister tritt auf und berichtet, dass außerhalb der Stadt 21 Leichen gefunden wurden. Der Faschist gibt offen zu, dass seine Gesinnungsgenossen die Mörder sind. Antonio möchte wissen, ob Norberto unter ihnen ist, da er die Nacht nicht zu Hause verbrachte. Der Oberst versucht, mögliche Informationen vor ihr zu verheimlichen, doch durch die Berichte des Wachtmeisters stellt sich heraus, dass Norberto zu den Opfern gehört. Antonia entzieht dem Faschisten daraufhin die Pistole und schießt das ganze Magazin auf ihn ab. Die Versammelten sind schockiert und der Präfekt macht dem Oberst Vorwürfe, die Frau ohne Durchsuchung eingelassen zu haben. Sie planen, die Leiche heimlich fortzuschaffen. Würde er später außerhalb des Gebäudes gefunden, sähe es dann wie ein Racheakt der Kommunisten aus und die Versammlungsteilnehmer würden nicht verdächtigt werden. Nur Signora Burgos ist dagegen, da Antonia dann ungestraft davon käme. Diese wird wütend und wünscht, alle Versammelten erschossen zu haben. Schließlich kündigt sie an, dass die Bürgerlichen den Faschisten völlig unterliegen und dadurch letztlich den Schulterschluss mit den Kommunisten suchen werden.

## Entstehung
Das Stück wurde von Fo in Zusammenarbeit mit seinem Theaterkollektiv Comune erarbeitet. Grundlage waren nach Fos Aussagen Diskussionen mit Zuschauern, v. a. nach Aufführungen in den Arbeitskammern und in Gewerkschaftshäusern. Da selbst viele Zeitgenossen über das Aufkommen des Faschismus kaum genaue Kenntnisse hatten, habe das Kollektiv umfassende Interviews geführt und historische Quellen ausgewertet. Das entstandene Stück habe man aber, wie auch bei anderen Werken, nicht als verbindlich betrachtet, um „keine bürokratischen […] Verhältnisse“ zu schaffen.

## Veröffentlichungen
In Buchform erschien das Stück erstmals 1969, zwei Jahre später folgte beim Rotbuch Verlag die deutschsprachige Fassung. Am 27. März 1971 wurde es am Casa del Popolo in Varese uraufgeführt. Die Premiere in Deutschland fand am 28. August 1977 am Staatstheater Stuttgart unter der Regie von Valentin Jeker statt. 1978 wurde das Stück zusammen mit Fos Zufälliger Tod eines Anarchisten als Sammelband veröffentlicht.